# Ehime FC
L'Ehime FC és un club de futbol japonès de la ciutat de Matsuyama.

## Història
El club va ser fundat l'any 1970 amb el nom de Matsuyama Soccer Club i canvià a Ehime Football Club el 1995. Jugà a lligues regionals i ascendí a al Japan Football League el 2003. Després de guanyar la JFL el 2005 ascendí a la segona divisió de la J. League.